# Antonio Cicirello
Antonio Cicirello (Callao, 1911 – Uork Amba, 27 febbraio 1936) è stato un militare italiano, insignito della medaglia d'oro al valor militare alla memoria nel corso della guerra d'Etiopia.

## Biografia
Nacque a Callao, Perù, nel 1911, figlio di Francesco e Adelina Olivieri. 
Rientrato in Italia si arruolò nel Regio Esercito iniziando a frequentare la Scuola allievi ufficiali di complemento di Milano, specialità alpini, uscendone con il grado di sottotenente dell'arma di fanteria nel giugno 1934 assegnato al 1º Reggimento alpini. Posto in congedo nel gennaio 1935, venne richiamato in servizio a domanda nell'aprile successivo per esigenze legate alla situazione in Africa Orientale e assegnato al battaglione alpini "Pieve di Teco" del 7º Reggimento alpini. Con il reggimento mobilitato partì poi per l'Eritrea, sbarcando a Massaua il 17 gennaio 1936. Durante le operazioni svolte per la conquista dell'Amba Uork, cadde in combattimento il 27 febbraio e fu successivamente decorato con la medaglia d'oro al valor militare alla memoria.